# Stadio olimpico del ghiaccio
El Stadio Olympica, també anomenat Stadio del ghiaccio, és un estadi olímpic situat a la ciutat de Cortina d'Ampezzo (Itàlia). Aquesta estadi inicià les seves obres l'any 1952 i les finalitzà el 1955 i fou el principal escenari dels Jocs Olímpics d'Hivern de 1956 realitzats en aquesta ciutat italiana. Al llarg de la competició fou seu de les cerimònies d'obertura i clausura, així com de les proves de patinatge de velocitat sobre gel, hoquei sobre gel i del patinatge artístic.
Construït amb una capacitat de 12.000 espectadors i sense teulada, posteriorment es realitzaren obres d'ampliació i se li afegí un sostre.